# 沃羅人
佛羅人是一個说沃罗语的民族。他们居住在愛沙尼亞東南部的沃魯縣、珀爾瓦縣及塔爾圖縣境内所谓传统沃罗地区里。人口約有7萬人。塞托人说的塞托语可以称为是沃罗语的一种方言，但通常塞托人被认定为单独的一个民族。除了沃罗民族的自我认同之外，沃罗人也认为自己是爱沙尼亚人。